# Ernst Ferdinand Wenzel
Ernst Ferdinand Wenzel (Eibau, 25 de gener de 1808 - Bad Kösen, 16 d'agost de 1880) va ser un pianista i professor de piano alemany. Fou professor de Leoš Janáček al Conservatori de Leipzig.

## Vida i obra
Ernst Ferdinand Wenzel va ser deixeble de Friedrich Wieck, pare de Clara Schumann. Felix Mendelssohn-Bartholdy el va portar al conservatori de Leipzig, i aquí va ensenyar, entre d'altres, a Edvard Grieg i molts altres. Va estar en contacte constant amb molts compositors, per exemple Robert Schumann, que es va fer amic, Louis Spohr, a qui Ole Bull volia com a professor, i Carl Loewe, que era un conegut compositor de balades. Grieg, Johannes Brahms i moltes altres mestres dedicaren a Wenzel composicions.
Després que Wenzel tingués problemes amb la seva memòria durant un concert, va abandonar la seva carrera com a pianista i poques vegades estava disposat a tocar fins i tot per als seus propis estudiants.
Com a educador, Wenzel va ser controvertit. Podia ser alhora "espirituós i enginyós", però quan no estava content amb l'actuació dels seus estudiants, acostuma a "utilitzar la boca" i "afectar-los amb sarcasme". Un diccionari musical de 1887 el descriu com "una mica original".
Wenzel va ser un empleat de la "Neue Zeitschrift für Musik" des del principi. La revista va ser fundada per Robert Schumann, Friedrich Wieck i els pianistes Ludwig Schuncke i Julius Knorr el 1834, i encara es publica.
Wenzel va ser mitjancer del primer contacte entre Edvard Grieg i l'editor Peters a Leipzig. Peters finalment va publicar la majoria de les composicions de Grieg.